# Aero L-29
Die tschechoslowakische Aero L-29 Delfín (NATO-Codename Maya) war in den 1960er-Jahren der Standard-Strahltrainer der Staaten des Warschauer Vertrages.

## Geschichte
Die Projektierungsarbeiten wurden von Karel Tomaš und Zdeněk Rublič durchgeführt und begannen 1955. Der Erstflug des Prototyps XL-29 (Kennzeichen: OK-70) fand am 5. April 1959 statt und wurde von Rudolf Duchon durchgeführt.
Im September 1961 fand ein Vergleichsfliegen zwischen der L-29, der sowjetischen Jak-30 und der polnischen TS-11 Iskra in Monino statt. Mit Ausnahme Polens, das an seinem Muster festhalten wollte, entschieden sich alle Staaten des Warschauer Pakts für die L-29.
Die Serienproduktion begann im Februar 1962 mit der Nullserie (WNr. 190001–190010) bei Aero in Vodochody und endete 1974 nach 3665 gebauten Exemplaren; davon wurden 1722 Stück bei LET in Kunovice gefertigt.
Die L-29 war einfach zu fliegen und anspruchslos in der Wartung, was sie zu einem beliebten Flugzeug machte. Neben der normalen Trainerversion existierten eine einsitzige Kunstflugversion (L-29A Delfin Akrobat) und eine reine Kampf- und Aufklärungsversion L-29R mit einer Kameraausrüstung im Bug und Unterflügel-Außenstationen für Raketenbewaffnung.
In der zweiten Hälfte der 1970er-Jahre wurde die L-29 durch das Nachfolgemodell L-39 Albatros ersetzt.

## Konstruktion
Die L-29 war ein freitragender Mitteldecker in Ganzmetall-Halbschalenbauweise mit kreisförmigem Rumpfquerschnitt und einem T-Leitwerk. Am Heck befanden sich zwei hydraulisch betätigte Luftbremsen. Die trapezförmigen Tragflächen waren nicht gepfeilt und besaßen je einen Hauptholm. An Außenlaststationen konnten zwei Zusatztanks mitgeführt werden, die die Reichweite der Maschine um 254 Kilometer vergrößerten. Das interne Tankvolumen betrug 1330 l. Das einfach bereifte Bugradfahrwerk war gefedert und vollständig einziehbar.

## Einsatz und Verbleib
Zum Kampfeinsatz kam die L-29 1967 im nigerianischen Bürgerkrieg. Im Dezember 1998 wurde im Rahmen der Operation Desert Fox eine Halle im Irak angegriffen und zerstört, in der L-29 zu Drohnen umgebaut werden sollten.
In Deutschland können Maschinen des Typs L-29 im Luftfahrtmuseum Finowfurt (ehem. 340, siehe Foto), im Flugplatzmuseum Cottbus (ehem. 370, WNr. 591535, im Einsatz 1965–1980), im Luftfahrttechnischen Museum Rothenburg am Flugplatz Rothenburg/Görlitz (ehem. 313, WNr. 692054 sowie ehem. 339, WNr. 692061, beide im Einsatz 1966–1980) und am Flugplatz Chemnitz-Jahnsdorf (ehem. 324, WNr. 5914100) besichtigt werden. Im Militärhistorischen Museum am Flugplatz Berlin-Gatow befindet sich die einzige L-29 der NVA, die mit einem Tarnanstrich flog (ehem. 338, WNr. 591525, im Einsatz 1965–1980).
Inzwischen wird das Muster auch bei den National Championship Air Races in Reno (Nevada) innerhalb der Jet-Klasse in Rennen gegen Aero L-39, Fouga Magister und Lockheed T-33-Strahltrainer geflogen.
Eine über Jahrzehnte am Besuchersteg des Flughafens Wien ausgestellte L-29 wurde im Jahr 2018 als Lehrlingsprojekt des Technik-Centers der MA48 (Straßenreinigung, Müllabfuhr und Fuhrpark) in nicht flugfähigem Zustand restauriert und wird seither bei diversen Veranstaltungen öffentlich ausgestellt.

## Militärische Nutzer

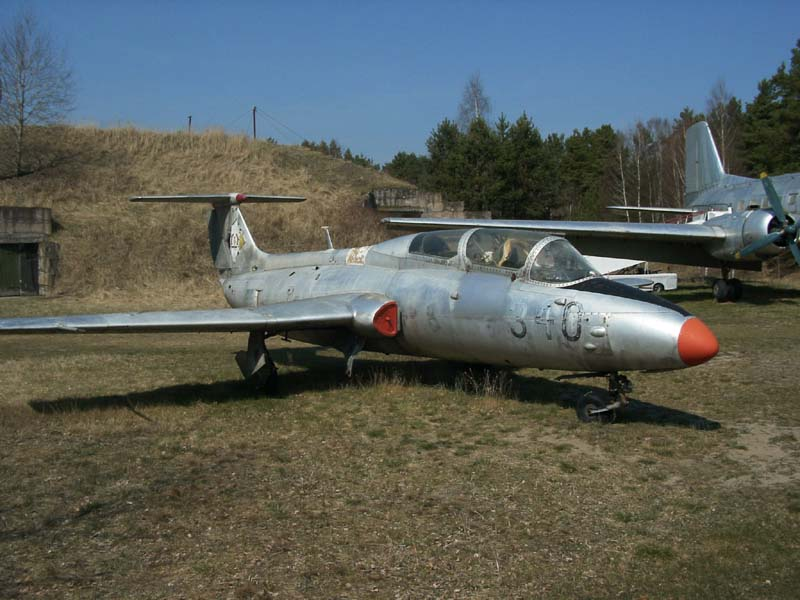
L-29 Delfín der NVA
Werknummer 591526
takt. Nummer 340
Einsatz: Juni 1965–17. November 1980

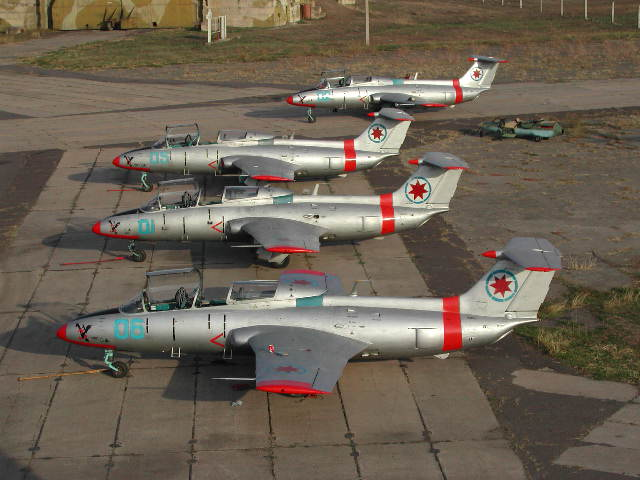
L-29 Delfín der georgischen Luftstreitkräfte

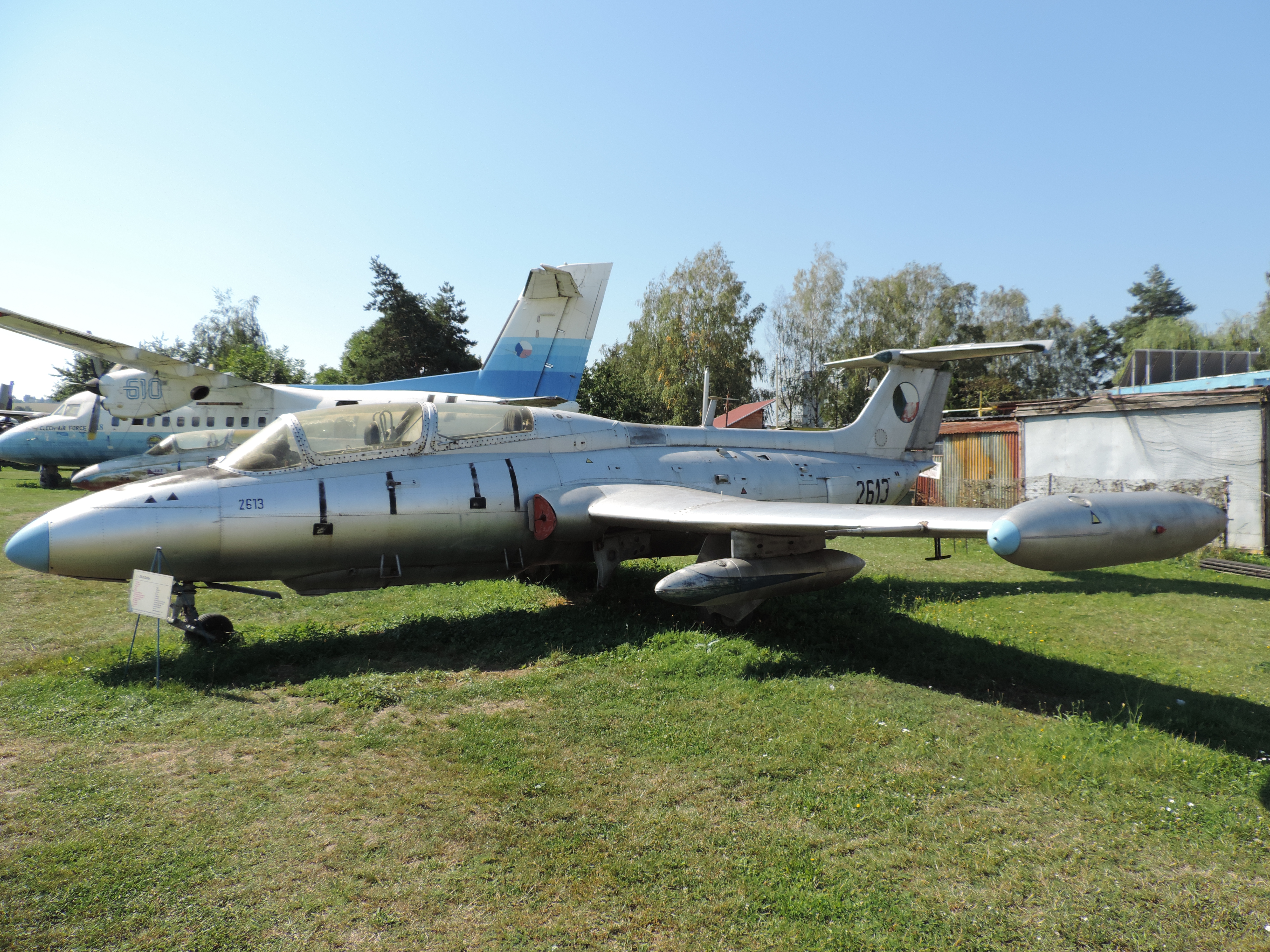
Eine L-29R Delfín im Letecké muzeum Kunovice

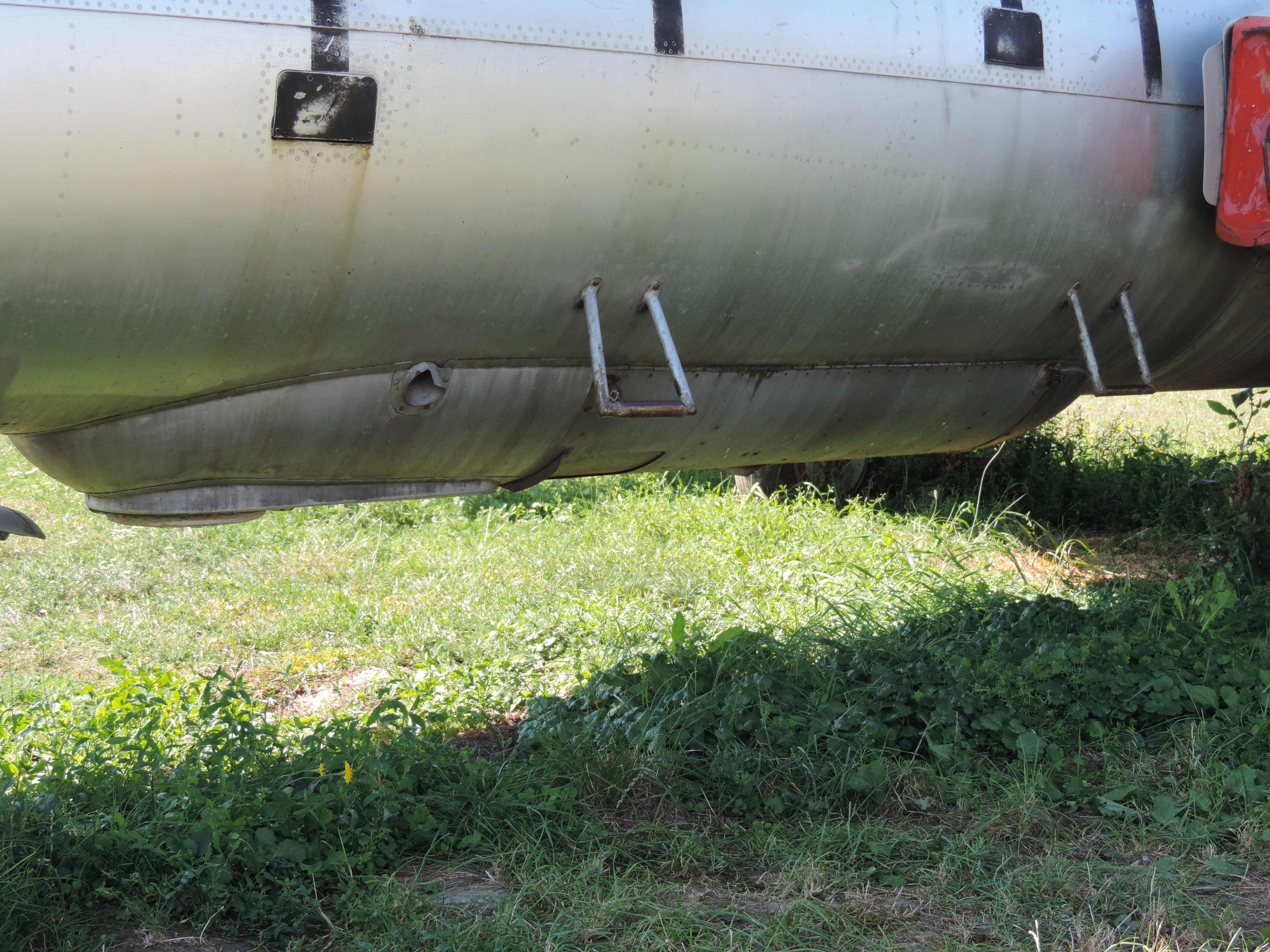
L-29R Detailansicht der Kameraeinbauten im Letecké muzeum Kunovice

- Ägypten
- Afghanistan
- Armenien
- Aserbaidschan
- Bulgarien: 102 von 1963 bis 2002
- Deutsche Demokratische Republik

Luftstreitkräfte/Luftverteidigung: 51 von 1963 bis 1980 beim FAG-15 und FAG-25
- Georgien
- Ghana
- Guinea
- Indonesien
- Irak
- Mali: 6
- Nigeria: 26 in zwei Losen 1967–71 und 1979–81 geliefert, davon elf 1989 an Ghana abgegeben[6]
- Rumänien
- Slowakei
- Sowjetunion: 2000+

DOSAAF
Sowjetische Luftstreitkräfte
- Syrien
- Tadschikistan
- Tschechien
- Tschechoslowakei: etwa 400
- Uganda
- Ungarn
- Vereinigte Staaten

United States Navy
- Vietnam

Vietnamesische Luftstreitkräfte

## Technische Daten

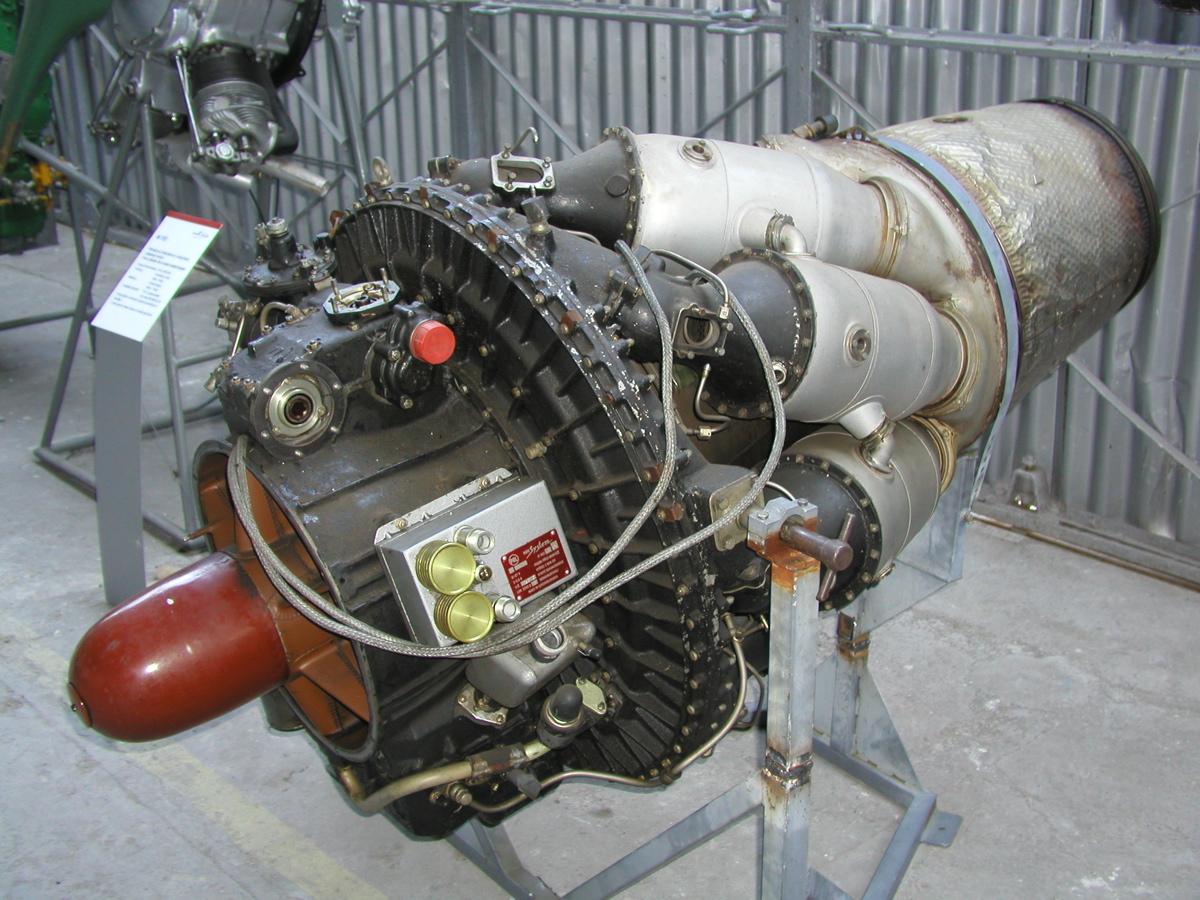
Triebwerk Motorlet M-701

Dreiseitenriss

| Kenngröße                | L-29                                           | L-29A Akrobat                       |
| ------------------------ | ---------------------------------------------- | ----------------------------------- |
| Konzeption               | zweisitziger Strahltrainer                     | einsitziges Kunstflugzeug           |
| Besatzung                | 2 (Fluglehrer, Schüler)                        | 1                                   |
| Spannweite               | 10,29 m                                        | 10,29 m                             |
| Länge                    | 10,81 m                                        | 10,81 m                             |
| Höhe                     | 3,13 m                                         | 3,13 m                              |
| Flügelfläche             | 19,80 m²                                       | 19,80 m²                            |
| Flügelstreckung          | 5,36                                           | 5,35                                |
| Flächenbelastung         | 166–179 kg/m²                                  | k. A.                               |
| Leistungsbelastung       | 3,81–4,12 kg/PS                                | k. A.                               |
| Leermasse                | 2280 kg                                        | k. A.                               |
| Startmasse               | normal 3280 kg maximal 3540 kg                 | normal 2600 kg                      |
| Triebwerke               | eine Strahlturbine Motorlet M-701              | eine Strahlturbine Motorlet M-701-C |
| Leistung                 | 800 kp Standschub 890 kp Maximalschub          | 890 kp Maximalschub                 |
| Höchstgeschwindigkeit    | 615 km/h in Bodennähe 655 km/h in 5000 m Höhe  | 635 km/h in Bodennähe               |
| Marschgeschwindigkeit    | 575 km/h in Bodennähe                          | k. A.                               |
| Steiggeschwindigkeit     | 14 m/s                                         | 17,3 m/s                            |
| Dienstgipfelhöhe         | 11.000 m                                       | 11.735 m                            |
| Start- /Landerollstrecke | 500 m/390 m                                    | k. A.                               |
| Reichweite               | normal 640 km maximal 900 km (mit Zusatztanks) | k. A.                               |
| Waffenlast               | maximal 200 kg                                 | keine                               |

## Bewaffnung
Waffenzuladung von 200 kg an zwei Außenlaststationen
Ungelenkte Luft-Boden-Raketen
- 2 × ORO-57-Raketen-Startbehälter (mit vier ungelenkten Luft-Boden-Raketen des Typs S-5 im Kaliber 57 mm)

Freifallende Bomben
- 2 × FAB-100 (100-kg-Freifallbombe)

Externe Behälter
- 2 × Zusatztank für 150 Liter Kerosin